# Entente sportive de Collo
 (février 2024).
Si vous disposez d'ouvrages ou d'articles de référence ou si vous connaissez des sites web de qualité traitant du thème abordé ici, merci de compléter l'article en donnant les références utiles à sa vérifiabilité et en les liant à la section « Notes et références ».
Maillots
Dernière mise à jour : 5 décembre 2020.
L'Entente sportive de Collo (en arabe : الوفاق الرياضي القلي), plus couramment abrégé en ES Collo ou encore en ESC et souvent appelé l' Entente de Collo, est un club algérien de football fondé en 1966 et basé à Collo , commune portuaire de la wilaya de Skikda.

## Historique
Le club est fondé à la suite de la fusion des deux clubs far de la ville, le CO Collo (COC) et la JS Collo (JSC) en 1966.
Le club prends lappelation de: WKFC après la réforme sportive de 1977, avant de retrouver son ancien nom au début des années 1990.
Le club dispute une finale de la coupe d'Algérie à en 1986, s'inclinant 1 à 0 en prolongation face à la JS Kabylie. L'année procédente, il obtient son meilleur résultat en championnat d'Algérie en terminant quatrième de la saison 1984-1985 derrière JS Kabylie et le MC Oran.

## Bilan sportif

### Palmarès
| \| - Ligue 1 : - 4 e : 1984-85. - Ligue 2 (1) : - Champion Gr.Centre-Est : 1979-80. \| \| - Division 3 (DNA) (1) : - Champion Gr.Est : 1975-76. - Coupe d'Algérie : - Finaliste : 1985-86. \| |  |                                                                                                  |
| - Ligue 1 : - 4 e : 1984-85. - Ligue 2 (1) : - Champion Gr.Centre-Est : 1979-80. |  | - Division 3 (DNA) (1) : - Champion Gr.Est : 1975-76. - Coupe d'Algérie : - Finaliste : 1985-86. |

## Parcours

### Classement en championnat d'Algérie par année
- 1966-67 : D?, ?e
- 1967-68 : D?, ?e
- 1968-69 : D?, ?e
- 1969-70 : D?, ?e
- 1970-71 : D?, ?e
- 1971-72 : D?, ?e
- 1972-73 : D?, ?e
- 1973-74 : D?, ?e
- 1974-75 : D?, ?e
- 1975-76 : D3, Gr. Est ?e
- 1976-77 : D2, Gr. Est ?e
- 1977-78 : D2, Gr. Est ?e
- 1978-79 : D2, Gr. Est ?e
- 1979-80 : D2, Gr. Centre-Est 1er
- 1980-81 : D1, 10e
- 1981-82 : D1, 6e
- 1982-83 : D1, 11e
- 1983-84 : D1, 13e
- 1984-85 : D1, 4e
- 1985-86 : D1, 11e
- 1986-87 : D1, 13e
- 1987-88 : D1, 10e
- 1988-89 : D1, 16e
- 1989-90 : D2, 13e
- 1990-91 : D2, 15e
- 1991-92 : D2, Gr. Est 5e
- 1992-93 : D2, Gr. Est 10e
- 1993-94 : D2, Gr. Est 2e
- 1994-95 : D2, Gr. Est 9e
- 1995-96 : D2, Gr. Est 10e
- 1996-97 : D2, Gr. Est 8e
- 1997-98 : D2, Gr. Est 13e
- 1998-99 : D2, Gr. Est 12e
- 1999-00 : D4, LRF Constantine R1 ?e
- 2000-01 : D4, LRF Constantine R1 ?e
- 2001-02 : D4, LRF Constantine R1 ?e
- 2002-03 : D4, LRF Constantine R1 1er
- 2003-04 : D3, Gr. Constantine 11e
- 2004-05 : D4, LRF Constantine R1 ?e
- 2005-06 : D4, LRF Constantine R1 ?e
- 2006-07 : D4, LRF Constantine R1 ?e
- 2007-08 : D4, LRF Constantine R1 ?e
- 2008-09 : D4, LRF Constantine R1 1er
- 2009-10 : D3, Inter-régions Gr. Est 3e
- 2010-11 : D3, DNA Gr. Centre-Est 6e
- 2011-12 : D3, DNA Gr. Est 13e
- 2012-13 : D3, DNA Gr. Est 13e
- 2013-14 : D3, DNA Gr. Est 13e
- 2014-15 : D3, DNA Gr. Est 15e
- 2015-16 : D3, DNA Gr. Est 3e
- 2016-17 : D3, DNA Gr. Est 9e
- 2017-18 : D3, DNA Gr. Est 15e
- 2018-19 : D3, DNA Gr. Est 16e
- 2019-20 : D4, Inter-régions Gr. Est ?e
- 2020-21 : D4, Saison Blanche
- 2021-22 : D4, Régional 1 Constantine, ?e

### Parcours de l'ES Collo en coupe d'Algérie
| Saison  | Tour        | Matchs            | Résultats |
| ------- | ----------- | ----------------- | --------- |
| 1966-67 | ?           | ?                 | ?         |
| 1967-68 | ?           | ?                 | ?         |
| 1968-69 | ?           | ?                 | ?         |
| 1969-70 | ?           | ?                 | ?         |
| 1970-71 | ?           | ?                 | ?         |
| 1971-72 | ?           | ?                 | ?         |
| 1972-73 | ?           | ?                 | ?         |
| 1973-74 | ?           | ?                 | ?         |
| 1974-75 | ?           | ?                 | ?         |
| 1975-76 | ?           | ?                 | ?         |
| 1976-77 | 1/16 finale | USM Khenchela     | 3-2       |
| 1977-78 | 1/16 finale | El Asnam TO       | 3-2       |
| 1978-79 | 1/16 finale | USM Alger         | 2-1       |
| 1979-80 | 1/16 finale | USM El Harrach    | 2-0       |
| 1980-81 | 1/8 finale  | IRB Madania       | 0-0 t.a.b |
| 1981-82 | 1/8 finale  | CS Constantine    | 2-0       |
| 1982-83 | 1/8 finale  | ASM Oran          | 1-0       |
| 1983-84 | 1/8 finale  | MC Alger          | 1-0       |
| 1984-85 | 1/16 finale | RC Kouba          | 2-1       |
| 1985-86 | Finaliste   | JS Kabylie        | 1-0 a.p   |
| 1986-87 | 1/16 finale | ES Sétif          | 2-1       |
| 1987-88 | 1/16 finale | RC Kouba          | 2-0       |
| 1988-89 | 1/8 finale  | JS Kabylie        | 2-0       |
| 1989-90 | N.J         | N.J               | N.J       |
| 1990-91 | 1/16 finale | USM El Harrach    | 2-0       |
| 1991-92 | ?           | ?                 | ?         |
| 1992-93 | N.J         | N.J               | N.J       |
| 1993-94 | 4e T.R      | JSM Skikda        | ?         |
| 1994-95 | ?           | ?                 | ?         |
| 1995-96 | 1/8 finale  | MC Saida          | 1-0       |
| 1996-97 | ?           | ?                 | ?         |
| 1997-98 | 1/8 finale  | IRB Laghouat      | 1-0       |
| 1998-99 | ?           | ?                 | ?         |
| 1999-00 | ?           | ?                 | ?         |
| 2000-01 | ?           | ?                 | ?         |
| 2001-02 | 1/64 finale | JSM Skikda        | ?         |
| 2002-03 | 1/16 finale | USM Sétif         | 2-1 a.p   |
| 2003-04 | ?           | ?                 | ?         |
| 2004-05 | ?           | ?                 | ?         |
| 2005-06 | 1/16 finale | AS Khroub         | 2-0       |
| 2006-07 | ?e T.R      |                   | ?         |
| 2007-08 | ?e T.R      |                   | ?         |
| 2008-09 | 1/16 finale | MC El Eulma       | 1-0       |
| 2009-10 | ?e T.R      |                   | ?         |
| 2010-11 | 1/32 finale | ES Berrouaghia    | 4-1       |
| 2011-12 | ?e T.R      |                   | ?         |
| 2012-13 | ?e T.R      |                   | ?         |
| 2013-14 | ?e T.R      |                   | ?         |
| 2014-15 | 1/64 finale | US Chaouia        | 1-0       |
| 2015-16 | 1/16 finale | HB Chelghoum Laïd | 1-0       |
| 2016-17 | ?e T.R      |                   | ?         |
| 2017-18 | ?e T.R      |                   | ?         |
| 2018-19 | ?e T.R      |                   | ?         |
| 2019-20 | ?e T.R      |                   | ?         |

## Identité du club

### Logo et couleurs
Les couleurs de l'Entente sportive de Collo sont le Vert et le Blanc.

Ancien logo
Logo actuel

## Jumelage
Raja Club Athletic (en 1981)